# 竹田昌弘
竹田 昌弘（たけだ まさひろ）は、日本の経営学者。東京工科大学教授。修士（経営学）。専門分野は、経営学など。

## 人物・経歴
1983年に東京工業大学理学部情報科学科卒業後、日本ディジタルイクイップメント株式会社に勤務する。その間、筑波大学大学院経営・政策科学研究科経営システム科学専攻を修了し、1992年よりプライスウォーターハウスクーパースコンサルタント株式会社勤務。その後、愛知大学短期大学部、法政大学経営学部、立命館大学経営学部の兼任講師を歴任する。1998年に立命館大学経営学部助教授に就任し、2000年よりニュージャージー工科大学経営学部客員研究員となる。また2002年より明治大学商学部講師を兼務する。
2004年に立命館大学経営学部教授に就任後、2006年に東京工科大学大学院バイオ・情報メディア研究科アントレプレナー専攻教授となり、2007年より立教大学経営学部及び社会学部講師を兼務。2008年に東京工科大学メディア学部教授となり、2009年より同大学コンピュータサイエンス学部教授に就任。また立教大学経営学部兼任講師、立教大学大学院経営学研究科兼任講師を務めた。
元経営情報学会理事。日本経営品質学会理事、同学会誌編集委員。

## 略歴
- 1983年 東京工業大学理学部情報科学科卒業。日本ディジタルイクイップメント株式会社勤務
- 1991年 筑波大学大学院経営・政策科学研究科経営システム科学専攻修了
- 1992年 プライスウオーターハウスコンサルタント株式会社勤務
- 1994年 愛知大学短期大学部専任講師
- 1995年 法政大学経営学部兼任講師
- 1996年 立命館大学経営学部専任講師
- 1997年 法政大学経営学部兼任講師
- 1998年 立命館大学経営学部助教授
- 2000年 ニュージャージー工科大学経営学部客員研究員
- 2002年 明治大学商学部兼任講師
- 2004年 立命館大学経営学部教授
- 2006年 東京工科大学大学院バイオ・情報メディア研究科アントレプレナー専攻教授。立命館大学経営学部兼任講師
- 2007年 立教大学経営学部兼任講師。立教大学社会学部兼任講師
- 2008年 東京工科大学メディア学部教授
- 2009年 東京工科大学コンピュータサイエンス学部教授。立教大学経営学部兼任講師、立教大学大学院経営学研究科兼任講師

## 著書

### 単著
- 『社会科学系のための情報リテラシ-Windows版』、サイエンス社〈Information & computing-ex.17〉、1998年5月、ISBN 978-4781908748

### 共著
- 寺本義也ほか　『学習する組織-近未来型組織戦略』、同文舘出版、1993年1月、ISBN 978-4495353513
- 寺本義也ほか　『営利と非営利のネットワークシップ』、同友館、2007年4月、ISBN 978-4496042874

### 共訳
- J.R.ガルブレイスほか　『21世紀企業の組織デザイン-マルチメディア時代に対応する』　柴田高ほか訳、産能大学出版部、1996年9月、ISBN 978-4382053663
- スタン・デイビス、ジム・ボトキン　『マルチメディア社会の知識ビジネス-教育の主導権も企業が握る』　中西晶・竹田昌弘訳、産能大学出版部、1997年8月、ISBN 978-4382054158